# Alasdair MacColla
Alasdair MacColla (* um 1610; † 1647) war ein schottisch-irischer Soldat. Mit vollem Namen hieß er auf Gälisch Alasdair MacColla Ciotach MacDomhnaill (auf Englisch: Alasdair the son of Colla the Left-handed, of the clan MacDonald).
MacColla kämpfte in den Truppen der Konföderation Irland und auf Seiten der Royalisten im Englischen Bürgerkrieg.
Er und seine Gruppe von Soldaten war auch bekannt für die Grausamkeiten, die er gegen Angehörige des Campbell-Clans beging. In den Zeiten, als er Argyll, das Gebiet der Campbells, besetzt hielt (1645 und 1647), ließ er alle wehrfähigen Männer, ob bewaffnet oder nicht, töten. Bei einer anderen Gelegenheit ließ er eine Scheune, in der Angehörige der Campbells (darunter auch Frauen und Kinder) waren, niederbrennen. Die Scheune blieb als „Barn of Bones“ („Scheune der Knochen“) in Erinnerung.
Auf der Seite von James Graham, 1. Marquess of Montrose kämpfte er im Schottischen Bürgerkrieg und fiel 1647 in der Schlacht von Knocknanauss.
Das traditionelle irische Stück Alasdair Mhic Cholla Ghasda aus dem 17. Jahrhundert thematisiert Alasdair MacColla. Es wird unter anderem von Clannad aufgeführt.